# Leucorrhinia proxima
Leucorrhinia proxima is een libellensoort uit de familie van de korenbouten (Libellulidae), onderorde echte libellen (Anisoptera).
De wetenschappelijke naam Leucorrhinia proxima is voor het eerst geldig gepubliceerd in 1890 door Calvert.